# Stiphropus bisigillatus
Stiphropus bisigillatus là một loài nhện trong họ Thomisidae.
Loài này thuộc chi Stiphropus. Stiphropus bisigillatus được George Newbold Lawrence miêu tả năm 1952.